# París-Roubaix 1977
La París-Roubaix 1977 fou la 75a edició de la París-Roubaix. La cursa es disputà el 17 d'abril de 1977 i fou guanyada pel belga Roger de Vlaeminck, que s'imposà en solitari en l'arribada a Roubaix. Willy Teirlinck i Freddy Maertens foren segon i tercer respectivament. Amb aquesta De Vlaeminck aconseguí la seva quarta victòria en aquesta clàssica, un rècord no igualat fins a l'actualitat.

## Classificació final
|    | Ciclista            | Equip                  | Temps      |
| -- | ------------------- | ---------------------- | ---------- |
| 1  | Roger de Vlaeminck  | Brooklyn               | 6h 11' 26" |
| 2  | Willy Teirlinck     | Gitane-Campagnolo      | + 1' 30"   |
| 3  | Freddy Maertens     | Flandria-Velda-Latina  | + 1' 39"   |
| 4  | Ronald de Witte     | Brooklyn               | m. t.      |
| 5  | Piet van Katwijk    | TI-Raleigh             | m. t.      |
| 6  | Jan Raas            | Frisol-Gazelle-Thirion | m. t.      |
| 7  | Willem Peeters      | IJsboerke-Colnago      | m. t.      |
| 8  | Dietrich Thurau     | TI-Raleigh             | m. t.      |
| 9  | Herman van Springel | IJsboerke-Colnago      | m. t.      |
| 10 | Hennie Kuiper       | TI-Raleigh             | m. t.      |